# Вакуум КЭД
Вакуум КЭД — вакуумное состояние электромагнитного поля в квантовой электродинамике, фотонный вакуум c нулевым числом фотонов. Самое низкое энергетическое состояние (основное состояние) квантованного электромагнитного поля. Если постоянную Планка рассматривать как стремящуюся к нулю, то квантовый вакуум приобретает свойства классического вакуума, то есть вакуума классического электромагнетизма.
Другой разновидностью вакуума квантовой теории поля является вакуум КХД Стандартной модели.

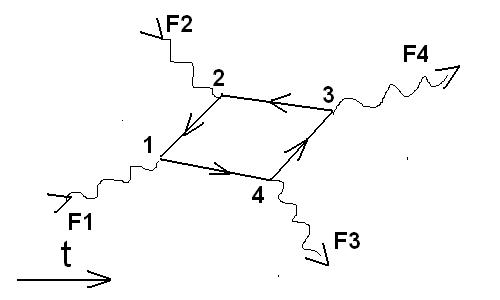
Диаграмма Фейнмана для рассеяния света на свете. В начальном состоянии два фотона F1 и F2. Фотон F1 исчезает в точке 1, породив виртуальную электронно-позитронную пару. Фотон F2 поглощается позитроном в точке 2. Затем один конечный фотон F3 рождается в точке 4 виртуальным электроном, а другой фотон F4 возникает в результате аннигиляции электронно-позитронной пары в точке 3.

## Флуктуации
В вакууме КЭД появляются и исчезают колебания относительно состояния нулевого среднего поля: Вот описание квантового вакуума:
Квантовая теория утверждает, что вакуум, даже самый совершенный вакуум, лишённый какой-либо материи, на самом деле 
не пуст. Скорее, квантовый вакуум можно изобразить как море непрерывно появляющихся и исчезающих пар частиц, которые проявляются в кажущемся столкновении частиц, которое совершенно отличается от их теплового движения. Эти частицы являются "виртуальными", в отличие от реальных частиц. ...В любой данный момент вакуум полон таких виртуальных пар, которые проявляют себя в наблюдаемых физических эффектах, например, воздействуя на энергетические уровни атомов..
Joseph Silk On the Shores of the Unknown, p. 62

### Виртуальные частицы
Иногда предпринимаются попытки дать интуитивную картину виртуальных частиц, основанную на принципе неопределённости энергии и времени Гейзенберга:
{\displaystyle \Delta E\Delta t\geq {\frac {\hbar }{2}}}
(где {\displaystyle \Delta E} и {\displaystyle \Delta t} являются неопределённостями энергии и времени, и {\displaystyle \hbar } является постоянной Планка делённая на {\displaystyle 2\pi }) рассуждая в том духе, что короткое время жизни виртуальных частиц позволяет «заимствовать» большие энергии из вакуума и, таким образом, позволяет генерировать частицы в течение короткого времени. Однако эта интерпретация соотношения неопределённости энергии и времени не является общепринятой.
Одной из проблем является использование соотношения неопределённости, ограничивающего точность измерений, как если бы неопределённость времени {\displaystyle \Delta t} определяла «бюджет» для заимствования энергии {\displaystyle \Delta E}. Другой проблемой является значение «времени» в этом отношении, поскольку энергия и время (в отличие, например, от координаты {\displaystyle q} и импульса {\displaystyle p}) не удовлетворяют каноническому соотношению коммутации (например, {\displaystyle [q,p]=i\hbar }).
Были выдвинуты и постоянно обсуждаются различные методы построения наблюдаемой, физическая интерпретация которой соответствует времени и которая удовлетворяет каноническому соотношению коммутации с энергией.

### Квантование полей
Принцип неопределённости Гейзенберга не позволяет частице существовать в состоянии, в котором частица одновременно находится в фиксированном месте, скажем, в начале координат, а также имеет нулевой импульс. Вместо этого частица имеет разброс импульса и неопределённость по координате, обусловленные квантовыми флуктуациями; если она находится в ограниченной области пространства, она имеет нулевую энергию.
Принцип неопределённости применим ко всем не коммутирующим квантово-механическим операторам. Это относится, в том числе, и к электромагнитному полю. Опишем более конкретно роль коммутаторов для электромагнитного поля.
Стандартный подход к квантованию электромагнитного поля начинается с введения векторного потенциала {\displaystyle A} и скалярного потенциала {\displaystyle V} для представления электрического поля {\displaystyle E} и магнитного поля {\displaystyle B} с использованием отношений:
{\displaystyle {\begin{aligned}\mathbf {B} &=\mathbf {\nabla \times A} \,,\\\mathbf {E} &=-{\frac {\partial }{\partial t}}\mathbf {A} -\mathbf {\nabla } V\,.\end{aligned}}}
Векторный потенциал не полностью определяется этими соотношениями, оставляя допустимой так называемую калибровочную свободу. Разрешение этой двусмысленности с помощью кулоновской калибровки приводит к описанию электромагнитных полей в отсутствие зарядов в терминах векторного потенциала и поля импульсов {\displaystyle \Pi }, заданного как:
{\displaystyle \mathbf {\Pi } =\varepsilon _{0}{\frac {\partial }{\partial t}}\mathbf {A} \,,}
где {\displaystyle \varepsilon _{0}} электрическая постоянная в системе СИ. Квантование достигается за счёт того, что поле импульса и векторный потенциал не коммутируют. То есть коммутатор одновременных величин является:
{\displaystyle {\bigl [}\Pi _{i}(\mathbf {r} ,t),\ A_{j}(\mathbf {r} ',t){\bigr ]}=-i\hbar \delta _{ij}\delta (\mathbf {r} -\mathbf {r} ')\,,}
где {\displaystyle r}, {\displaystyle r'} пространственные координаты, {\displaystyle \hbar } постоянная Планка делённая на {\displaystyle 2\pi }, {\displaystyle \delta _{ij}} символ Кронекера и {\displaystyle \delta (r-r')} дельта-функция Дирака. Обозначения {\displaystyle [,]} обозначают коммутатор.
Квантование может быть достигнуто без введения векторного потенциала в терминах самих базовых полей:
{\displaystyle \left[{\hat {E}}_{k}({\boldsymbol {r}}),{\hat {B}}_{k'}({\boldsymbol {r}}')\right]=-\epsilon _{kk'm}{\frac {i\hbar }{\varepsilon _{0}}}{\frac {\partial }{\partial x_{m}}}\delta ({\boldsymbol {r-r'}})\,,}
где циркумфлекс обозначает независимый от времени полевой оператор Шрёдингера, а {\displaystyle \epsilon _{ijk}}-антисимметричный тензор Леви-Чивиты.
Из-за отсутствия коммутации переменных полей дисперсии полей не могут быть равны нулю, хотя их средние значения равны нулю. Следовательно, электромагнитное поле имеет нулевую энергию и самое низкое квантовое состояние. Взаимодействие возбуждённого атома с этим низшим квантовым состоянием электромагнитного поля приводит к спонтанному излучению, переходу возбуждённого атома в состояние с более низкой энергией путём излучения фотона, даже когда внешнее возмущение атома отсутствует.

## Электромагнитные свойства

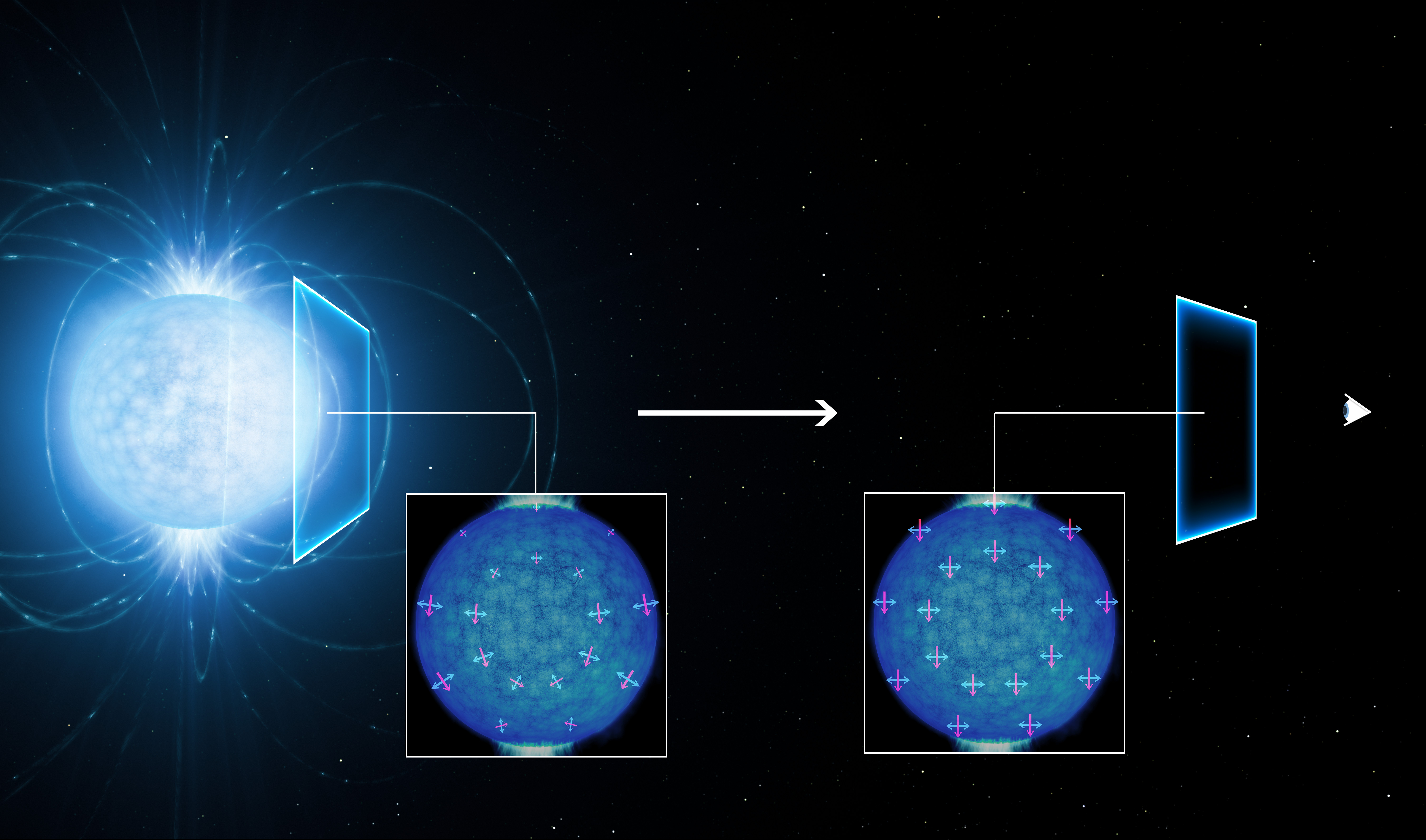
Поляризация наблюдаемого света в чрезвычайно сильном магнитном поле предполагает, что пустое пространство вокруг нейтронной звезды подвержено вакуумному двулучепреломлению.
В результате квантования квантовый электродинамический вакуум можно рассматривать как материальную среду, способную к поляризации. В частности, это влияет на закон силы между заряженными частицами. Можно рассчитать электрическую проницаемость квантового электродинамического вакуума, и она немного отличается от простой электрической постоянной {\displaystyle \epsilon _{0}} классического вакуума. Аналогично, его проницаемость может быть рассчитана и незначительно отличается от магнитной постоянной {\displaystyle \mu _{0}}. Эта среда представляет собой диэлектрик с относительной диэлектрической проницаемостью > 1 и является диамагнитной, с относительной магнитной проницаемостью < 1. При некоторых экстремальных обстоятельствах, когда поле превышает предел Швингера (например, в очень высоких полях, обнаруженных во внешних областях пульсаров), считается, что квантовый электродинамический вакуум проявляет нелинейность в полях. Расчёты также показывают двулучепреломление и дихроизм при высоких полях. Многие электромагнитные эффекты вакуума невелики, и только недавно были проведены эксперименты, позволяющие наблюдать нелинейные эффекты. PVLAS и другие коллективы теоретиков и экспериментаторов работают над обеспечением необходимой чувствительности для обнаружения эффектов КЭД.

## Достижимость
Совершенный вакуум сам по себе достижим только в принципе. Это идеализация, подобная абсолютному нулю для температуры, к которой можно приблизиться, но на самом деле она никогда не реализуется:
Одна из причин [того, что вакуум в реальности не пуст] заключается в том, что стенки вакуумной камеры излучают свет в виде излучения чёрного тела...Если этот суп из фотонов находится в термодинамическом равновесии со стенками, можно сказать, что он имеет определённую температуру, а также давление. Ещё одной причиной невозможности идеального вакуума является принцип неопределённости Гейзенберга, который гласит, что никакие частицы никогда не могут иметь точного положения...Каждый атом существует как функция вероятности пространства, которая имеет определённое ненулевое значение везде в данном объёме. ...Более фундаментально, квантовая механика предсказывает ...поправку на энергию, называемую нулевой энергией, [которая] состоит из 
энергий виртуальных частиц, которые существуют недолго. Это называется "флуктуациями вакуума".
Luciano Boi, "Creating the physical world ex nihilo?" p. 55
Виртуальные частицы делают «идеальный» вакуум нереализуемым, но оставляют открытым вопрос о достижимости квантового электродинамического вакуума или КЭД-вакуума. Предсказания вакуума КЭД, такого как спонтанное излучение, эффект Казимира и лэмбовский сдвиг были экспериментально проверены, что позволяет предположить, что вакуум КЭД является хорошей моделью для высококачественного реализуемого вакуума. Однако существуют конкурирующие теоретические модели вакуума. Например, квантовый хромодинамический вакуум включает в себя множество виртуальных частиц, не обработанных в квантовой электродинамике. Вакуум квантовой гравитации рассматривает гравитационные эффекты, не включённые в Стандартную модель. Остаётся открытым вопрос о том, будут ли дальнейшие усовершенствования в экспериментальной технике в конечном итоге поддерживать другую модель реализуемого вакуума.